# Bridges to Buenos Aires
Bridges to Buenos Aires es un álbum en vivo de la banda británica The Rolling Stones, que contiene material inédito del concierto del 5 de abril de 1998 acontecido en Buenos Aires, Argentina, en el cual el grupo toco "Like a Rolling Stone" junto a Bob Dylan, en el marco de su gira Bridges to Babylon Tour. Fue editado el 9 de noviembre de 2019 en formato DVD/CD, blu-ray/CD (tanto en formato de video como audio) y en disco de vinilo de color azul.

## Lista de canciones
Todas las canciones escritas y compuestas por Mick Jagger y Keith Richards, excepto donde se indique.. 
| Lado A |                                  |          |  |
| N.º    | Título                           | Duración |  |
| 1.     | «(I Can't Get No) Satisfaction»  |          |  |
| 2.     | «Let's Spend The Night Together» |          |  |
| 3.     | «Flip The Switch»                |          |  |
| 4.     | «Gimme Shelter»                  |          |  |

| Lado B |                                                                      |          |  |
| N.º    | Título                                                               | Duración |  |
| 1.     | «Sister Morphine» (Mick Jagger, Marianne Faithfull y Keith Richards) |          |  |
| 2.     | «It's Only Rock 'n' Roll (But I Like It)»                            |          |  |
| 3.     | «Saint of Me»                                                        |          |  |
| 4.     | «Out Of Control»                                                     |          |  |

| Lado C |                                                                          |          |  |
| N.º    | Título                                                                   | Duración |  |
| 1.     | «Miss You»                                                               |          |  |
| 2.     | «Like A Rolling Stone» (Bob Dylan)                                       |          |  |
| 3.     | «Thief In The Night» (Keith Richardsm, Mick Jagger y Pierre De Beauport) |          |  |

| Lado D |                                |          |  |
| N.º    | Título                         | Duración |  |
| 1.     | «Wanna Hold You»               |          |  |
| 2.     | «Little Queenie» (Chuck Berry) |          |  |
| 3.     | «When The Whip Comes Down»     |          |  |
| 4.     | «You Got Me Rocking»           |          |  |

| Lado E |                          |          |  |
| N.º    | Título                   | Duración |  |
| 1.     | «Sympathy for the Devil» |          |  |
| 2.     | «Tumbling Dice»          |          |  |
| 3.     | «Honky Tonk Women»       |          |  |
| 4.     | «Start Me Up»            |          |  |

| Lado F |                                      |          |  |
| N.º    | Título                               | Duración |  |
| 1.     | «Jumpin' Jack Flash»                 |          |  |
| 2.     | «You Can't Always Get What You Want» |          |  |
| 3.     | «Brown Sugar»                        |          |  |

## Posicionamiento en listas
| Listas (2019)     | Mejor posición |
| ----------------- | -------------- |
| Argentina (CAPIF) | 1              |